# Dieter L. Kaufmann
Dieter Lorenz Wilhelm Kaufmann (* 28. Juni 1937 in Grevenbroich) ist ein deutscher Koch.

## Werdegang
Dieter L. Kaufmann absolvierte eine Konditorlehre in Grevenbroich und eine Kochlehre in Düsseldorf. Er arbeitete 1958 im Grand Hotel Eden Montreux in der Schweiz und besuchte parallel dazu bis 1959 die Hotelfachschule Heidelberg, gefolgt von einer Stelle im Grand Hotel Saltsjöbaden in Schweden. Service-Erfahrungen sammelte er 1960 im Savoy Hotel London und 1961–62 im Mayfair Hotel in London.
Im März 1962 erwarb er das Hotel-Restaurant Zur Traube in Grevenbroich. Hier erhielt er 1973 den ersten Michelin-Stern, 1983 den zweiten. Dieses hohe Niveau konnte er 27 Jahre bis 2009 halten.
Im März 2014 schloss er sein Restaurant in seinem 77. Lebensjahr und nach 52 Jahren. 2018 verkaufte er das Gründerzeit-Haus, das im gleichen Jahr unter Denkmalschutz gestellt wurde, und gab dort eine Abschluss-Veranstaltung.

## Auszeichnungen
- 1973 Erster Michelin-Stern für das Restaurant Zur Traube in Grevenbroich
- 1983 Zweiter Michelin-Stern für das Restaurant Zur Traube in Grevenbroich
- 1994 Koch des Jahres, Gault Millau
- 2000 Koch des Jahres, Der Feinschmecker
- 2003 Bundesverdienstkreuz am Bande